# Чемеево
Чеме́ево (чув. Чемей) — село в Моргаушском районе Чувашской Республики Российской Федерации. Входит в состав Ярославского сельского поселения.
Численность населения — 144 чел. (2012 год).

## История
Исторические названия — Архангельское, до 1927 года — Чирккаси-Чемей. До 1866 года крестьяне имели статус государственных, занимались земледелием, животноводством, кузнечным делом, бондарством. Действовала церковь Святого Архангела Михаила (1746—1936). В 1860 году открыто земское училище, с 1898 года — женская школа грамоты. В 1930 году, вместе с окраиной Хозанчино, создан колхоз «Сеятель». До 1927 года село находилось в составе Ядринской и Тораевской волостях Ядринского уезда. В 1927 году село передан в состав Татаркасинского района, 16 января 1939 года — в состав Сундырского, 17 марта того же года— в состав Советского, 1956 года — в состав Моргаушского, 1959 года — возвращено в состав Сундырского, 1962 года — в состав Ядринского, 1964 года — возвращено в состав Моргаушского района.

## Население
| 2010 | 2012 |
| ---- | ---- |
| 123  | ↗144 |

## Хозяйство
В селе действуют фельдшерско-акушерский пункт, музей, клуб, магазин.